# Govedo
Biološka poddružina govedo (Bovinae) vključuje raznoliko skupino 10 rodov srednje velikih do velikih kopitarjev, vključno z domačimi živalmi, bizoni, afriškimi bivoli, vodnimi bivoli, jakom in štiri rogimi in spiralno rogimi antilopami. Še vedno se razpravlja o evolucijskem odnosu med člani skupine, njihova razvrstitev v razsuta plemena pa ne v formalne podskupine odraža to negotovost. Splošne značilnosti vključujejo kopita in običajno vsaj enega od spolov vrste, ki ima prave rogove. Največje živeče govedo je gaur.
V številnih državah mleko in meso govedi uporabljajo kot hrano za ljudi. Govedo se kot živina uporablja skoraj povsod, razen v delih Indije in Nepala, kjer jih večina hindujcev obravnava kot svete živali. Govedo se uporablja kot delovne živali in živali za jahanje. Majhne pasme domačih govedi, kot je miniaturni zebu, se uporabljajo kot hišni ljubljenčki.

## Sistematika in klasifikacija
- družina BOVIDAE (votlorogi ali rogarji)
  - poddružina : govedo Bovinae
    - pleme/infradružina Boselaphini
      - rod Tetracerus
        - Štiriroga antilopa, Tetracerus quadricornis
          - T.q. quadricornis
          - T.q. iodes
          - T.q. subquadricornis

      - rod Boselaphus
        - Nilgaj (nilgav) ali modri bik, Boselaphus tragocamelus (ne smemo ga zamenjati z Hippotragus leucophaeus, Hippotraginae)
          - B.t. tragocamelus (Indijski nilgaj)

    - pleme/infradružina Bovini
      - rod Bivoli (Bubalus)
        - Vodni bivol, Bubalus arnee
          - Divji vodni bivol, Bubalus arnee arnee
          - Domači močvirski bivol, Bubalus arnee carabanesis
          - Domači rečni bivol, Bubalus arnee bubalis

        - Nižinska anoa, Bubalus depressicornis
        - Gorska anoa, Bubalus quarlesi
        - Tamaru, Bubalus mindorensis
        - Cebu tamaru†, Bubalus cebuensis (izumrl)

      - rod Bos
        - Tur, Bos primigenius
          - Evrazijski tur†, Bos primigenius primigenius (izumrl)
          - Indijski tur†, Bos primigenius namadicus (izumrl)
          - Severnoafriški tur†, Bos primigenius africanus (izumrl)

        - Banteng, Bos javanicus
        - Gaur (gaver), Bos gaurus
        - Gajal, Bos frontalis (domači gaur/gaver)
        - Domači jak, Bos grunniens
        - Jak, Bos mutus
        - Bos palaesondaicus† (izumrl)
        - Kuprej, Bos sauveli
        - Domače govedo, Bos taurus
          - Taurine govedo, Bos taurus taurus
          - Zebu, Bos taurus indicus

      - rod Pseudoryx
        - Saola, Pseudoryx nghetinhensis

      - rod Syncerus
        - Afriški bivol (kafrski bivol), Syncerus caffer

      - rod Bizon
        - Ameriški bizon, Bison bison
        - Evropski bizon ali zober, Bison bonasus
        - Bison palaeosinensis† (izumrl)
        - Stepski bizon† Bison priscus (izumrl)
        - Antični bizon† Bison antiquus (izumrl)
        - Dolgorogi bizon† Bison latifrons (izumrl)

      - rod Pelorovis† (izumrl)
        - Veliki bivol†, Pelorovis antiquus (izumrl)

    - pleme/infradružina Tragelaphini
      - rod Tragelaphus (antilopam podobni)
        - Bongo, Tragelaphus eurycerus
        - Veliki kudu, Tragelaphus strepsiceros
        - Kéwel, Tragelaphus scriptus
        - Imbabala, Tragelaphus sylvaticus
        - Mali kudu, Tragelaphus imberbis
        - Gorska niala, Tragelaphus buxtoni
        - Niala, Tragelaphus angasii
        - Sitatunga, Tragelaphus spekeii

      - rod Taurotragus (Eland)
        - Navadni eland, Taurotragus oryx
        - Veliki eland, Taurotragus derbianus